# Vladimír Bednář
Vladimír Bednář (* 1. října 1948 Beroun) je bývalý český hokejista a reprezentant Československa. Jako levý obránce strávil většinu kariéry v dresu Škody Plzeň. V nejvyšší soutěži sehrál za Plzeň a Jihlavu celkem 407 utkání, ve kterých vstřelil 19 branek. K 65 utkáním nastoupil i v reprezentaci, za kterou vstřelil 3 branky. Zúčastnil se tří světových šampionátů (1969, 1970 a 1972) a Zimních olympijských her 1972, kde pomohl k zisku bronzových medailí. Další účast v reprezentaci mu zhatilo vážné zranění oka. Na mistrovstvích světa sehrál celkem 19 utkání s bilancí 2 bodů (0+2). Působil i jako trenér české reprezentace do 20 let. V roce 2016 byl uveden do Síně slávy českého hokeje.

## Ligové tituly
- S Duklou Jihlava Mistr ČSSR v roce 1968 a 1969

## Hráčská kariéra
- 1958-1967 Škoda Plzeň
- 1967-1969 Dukla Jihlava
- 1969-1982 Škoda Plzeň
- 1982-1983 Stjernen-Frederikstad (Norsko)